# Grand 50 Tower
Grand 50 Tower é um arranha-céu, actualmente é o 187º arranha-céu mais alto do mundo, com 222 metros. Edificado na cidade de Kaohsiung, República da China (Taiwan), foi concluído em 1992 com 50 andares.